# Бенкунскас, Валдас
Ва́лдас Бенку́нскас (лит. Valdas Benkunskas; род. 1 ноября 1984, Клайпеда, Литовская ССР, СССР) — литовский политический и государственный деятель, юрист. С 26 апреля 2023 года мэр города Вильнюс.

## Биография
Родился 1 ноября 1984 года в городе Клайпеда, Литва. В 2008 году окончил юридический факультет Университета имени Миколаса Ромериса.
Начал свою политическую карьеру с советника депутата Сейма Паулюса Саударгаса в 2008 году. В 2011 году стал членом Вильнюсского городского совета. Занимал должность заместителя мэра Вильнюса Ремигиюса Шимашюса в 2015-2017 годах а также 2019-2023 г.
На муниципальных выборах в марте 2023 года выдвинул свою кандидатуру от партии Союз отечества. По итогам которых победил во втором туре с результатом 51,15% голосов избирателей. Вступил в должность мэра 26 апреля 2023 года.

## Скандалы
9 мая 2025 года во время празднования Дня победы, Валдас Бенкунскас выложил на своих страницах в соцсетях фотографию с установленным  мусорным контейнером, на котором было написано «для гвоздик, свечей и советской ностальгии», также пост был подкреплён текстом:
Сегодня в Москве отмечают пропагандистский День Победы. В нашей истории этот день знаменует собой еще одну оккупацию. В этот день в Литве активизируются враждебные силы. Они организуют провокации, распространяют ложь и раскалывают общество. Сегодня ввиду того, что отмечается 80-летие, мы готовы к этому как никогда серьезно. У нас достаточно места для красных гвоздик и советской ностальгии. Пропаганда об освобождении Литвы от оккупации должна идти по своему назначению. Я призываю всех оставаться критичными и праздновать День Европы!В. Бенкунскас
Оригинальный текст:
Maskvoje šiandien švenčiama propagandinė Pergalės diena. Mūsų istorijoje ši diena reiškia dar vieną okupaciją. Šią dieną Lietuvoje suaktyvėja priešiškos jėgos. Jos organizuoja provokacijas, skleidžia melą, skaldo visuomenę. Kadangi minima 80 metų sukaktis, šiandien esam kaip niekad rimtai pasiruošę. Raudoniems gvazdikams ir sovietinei nostalgijai vietos paruošėm sočiai. Propaganda apie Lietuvos išlaisvinimą ją okupuojant turi keliauti ten, kur jai ir vieta. Visus kviečiu išlikti kritiškais ir minėti Europos dieną!V. Benkunskas